# Trung Tâm (xã)
Trung Tâm là một xã thuộc huyện Lục Yên, tỉnh Yên Bái, Việt Nam.
Xã Trung Tâm có diện tích 42,03 km², dân số năm 2019 là 4.450 người, mật độ dân số đạt 105 người/km².